# 布瓦吉尔贝
布瓦吉尔贝（法語：Bois-Guilbert，法語發音：[bwa ɡilbɛʁ]）是法国滨海塞纳省的一个市镇，属于鲁昂区。

## 地理
布瓦吉尔贝（49°32'50"N, 1°24'55"E）面积8.13 平方千米，位于法国诺曼底大区滨海塞纳省，该省份为法国北部沿海省份，其西部及北部濒大西洋英吉利海峡，东起顺时针与索姆省、瓦兹省、厄尔省和卡爾瓦多斯省接壤。
与布瓦吉尔贝接壤的市镇（或旧市镇、城区）包括：布赖地区锡日、拉沙佩勒圣旺、埃龙谢勒。

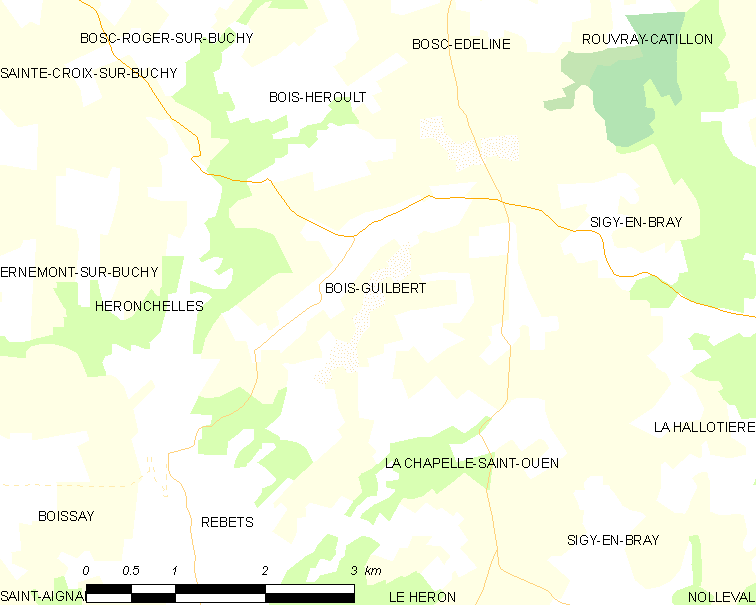
布瓦吉尔贝的OSM定位图

布瓦吉尔贝的时区为UTC+01:00、UTC+02:00（夏令时）。

## 行政
布瓦吉尔贝的邮政编码为76750，INSEE市镇编码为76107。

## 政治
布瓦吉尔贝所属的省级选区为勒梅尼勒埃纳尔县。

## 人口

1962-2008年间布瓦吉尔贝人口变化图示

布瓦吉尔贝于2022年1月1日时的人口数量为290人。